# Marquês de Pombal (metrostation)
Marquês de Pombal  is een metrostation aan zowel de Blauwe lijn als aan de Gele lijn van de Metro van Lissabon. Het is een van de belangrijkere overstapstations van de Metro van Lissabon.
Het station aan de Blauwe lijn is geopend op 29 december 1959, het lager gelegen deel aan de Gele lijn werd geopend op 15 juli 1995. Op dezelfde dag werd de verlenging van de perrons van het deel aan de blauwe lijn geopend.
Het is gelegen aan de Praça Marquês de Pombal.